# Спортивная федерация и олимпийский комитет Гонконга, Китай
Спортивная федерация и олимпийский комитет Гонконга, Китай (кит. трад. 中國香港體育協會暨奧林匹克委員會, упр. 中国香港体育协会暨奥林匹克委员会, пиньинь Zhōngguó Xiānggǎng Tǐyù Xiéhuì Jì Àolínpǐkè Wěiyuánhuì) — организация, представляющая Гонконг в международном олимпийском движении. Основана в 1950 году; зарегистрирована в МОК в 1951 году.
Штаб-квартира расположена в Гонконге. Является членом Международного олимпийского комитета, Олимпийского совета Азии и других международных спортивных организаций. Осуществляет деятельность по развитию спорта в Гонконге.